# しんきんカード
株式会社しんきんカード（しんきんカード、SHINKIN BANK CARD Co.,Ltd.）は、東京、関東、甲信越、北海道、沖縄の信用金庫の出資会社で、東京都豊島区に本拠を置くクレジットカード会社である。

## 概要
1980年9月に信用金庫を母体としてVISAカードを発行する「株式会社しんきんクレジットサービス」（しんきんクレジットサービス）として設立される。1990年よりMastercardブランドの取り扱いを、1998年よりJCBブランドの取り扱いを開始した。
VJA加盟企業であると同時に、ジェーシービーのフランチャイジー。

## 沿革
- 1980年 - 会社設立。VISAブランドの取扱開始。
- 1984年 - 会員情報誌「はれ予報」創刊。
- 1987年 - 信用金庫のCD/ATM利用によるキャッシュサービスの取扱開始。
- 1990年 - Mastercardブランドの取扱開始。
- 1998年 - JCBブランドの取扱開始。
- 2003年 - しんきんカードのシンボルマーク制定。
- 2006年 - 「株式会社しんきんクレジットサービス」から「株式会社しんきんカード」に社名変更
- 2019年 - 東京都江戸川区船堀3丁目5番24号から現所在地に本社移転。

## クレジットカード

### しんきんVISAカード

#### 個人カード
- しんきんプラチナVisaカード
- しんきんゴールドVisaカード
- しんきん一般Visaカード
- しんきんカードSmile - 自動キャッシュバック機能付き。
- ネオステージ - 30歳未満向け。
- ネオステージプラス - 30歳を超えた後のネオステージ会員の更新カード。

#### 法人カード
- しんきんビジネスカードプラチナVisa
- しんきんビジネスカードゴールドVisa
- しんきんビジネスカード一般Visa
- しんきんビジネスカードＦVisa - キャッシングリボ・ショッピングリボ・分割・キャッシング1回払いが利用可能。
- しんきんビジネスカード（個人事業主専用）Visa

#### 追加カード
- ETCカード
- しんきんWAON
- しんきんiD

### しんきんJCBカード

#### 個人カード
- しんきんJCB ザ・クラスカード - 招待制。
- しんきんJCBプラチナカード
- しんきんJCBゴールドカード
- しんきんJCB一般カード
- しんきんJCB CARD EXTAGE - 18歳〜29歳限定。
- しんきんJCBカードS

#### 法人カード
- しんきんJCBプラチナ法人カード
- しんきんJCBゴールド法人カード
- しんきんJCB一般法人カード

#### 追加カード
- ETCカード
- しんきんQUICPay

## 加盟する信用情報機関
割賦販売法および貸金業法に基づきクレジットカードなどの信用審査を行う為に以下の信用情報機関に加盟する。
- 株式会社シー・アイ・シー(CIC)